# Begonia quadrialata

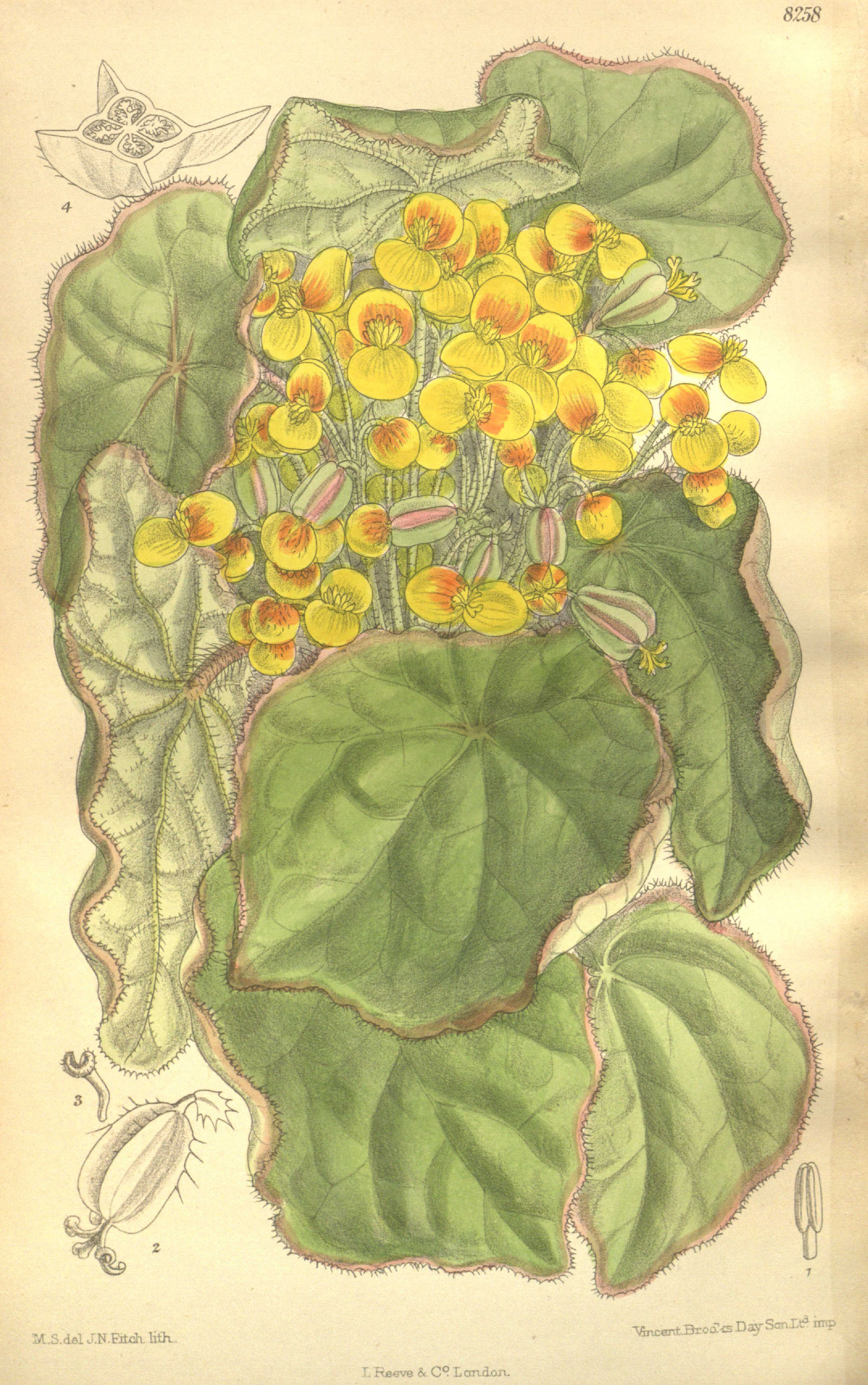

Begonia quadrialata es una especie de planta perenne perteneciente a la familia Begoniaceae. Es originaria de África tropical y norte de Angola.

## Descripción
Es una hierba con tallo corto; con pecíolo y pedúnculo de color rosa, las hojas de color verde pálido, más oscuro por encima, con un margen de color rosa o rojizo; los sépalos superiores de color rojo anaranjado en el exterior, amarillo rayado rojo-anaranjado en el interior, a veces ligeramente teñido de rojo. Se encuentra en el bosque, cerca de los arroyos

## Taxonomía
Begonia quadrialata fue descrita por Otto Warburg y publicado en Botanische Jahrbücher für Systematik, Pflanzengeschichte und Pflanzengeographie 22: 43. 1895.
Etimología
Begonia: nombre genérico, acuñado por Charles Plumier, un referente francés en botánica, honra a Michel Bégon, un gobernador de la excolonia francesa de Haití, y fue adoptado por Linneo.
quadrialata: epíteto
Variedades
- Begonia quadrialata subsp. dusenii (Warb.) Sosef
- Begonia quadrialata subsp. quadrialata